# Семиланное
Семиланное (укр. Семиланне), село,
Ивановский сельский совет,
Барвенковский район,
Харьковская область.
Код КОАТУУ — 6320483504. Население по переписи 2001 г. составляет 41 (20/21 м/ж) человек.

## Географическое положение
Село Семиланное находится в 8-и км от села Ивановка.
Примыкает к селу Червоное, в 1,5 км село Червоная Поляна.
В центре села находится балка Широкая с пересыхающим ручьем, который через 17 км впадает в реку Берека (в том месте, где её русло используется под Канал Днепр — Донбасс).
На ручье сделаны запруды.

## История
В 1946 г. Указом ПВС УССР хутор Водяный переименован в Семиланный.

## Экономика
В селе есть молочно-товарная ферма.